# Pachylocerus sulcatus
Pachylocerus sulcatus es una especie de escarabajo longicornio del género Pachylocerus, tribu Pseudolepturini, orden Coleoptera. Fue descrita científicamente por Brongniart en 1891.
El período de vuelo ocurre durante los meses de marzo y diciembre.

## Descripción
Mide 18-28 milímetros de longitud.

## Distribución
Se distribuye por China, India, Laos, Bangladés, Birmania, Tailandia y Vietnam.